# Vrabec moabský
Vrabec moabský (Passer moabiticus) je pták čeledi vrabcovitých, který přirozeně obývá okolí řeky Jordán, Mrtvého moře, Irák, Írán a západní Afghánistán.

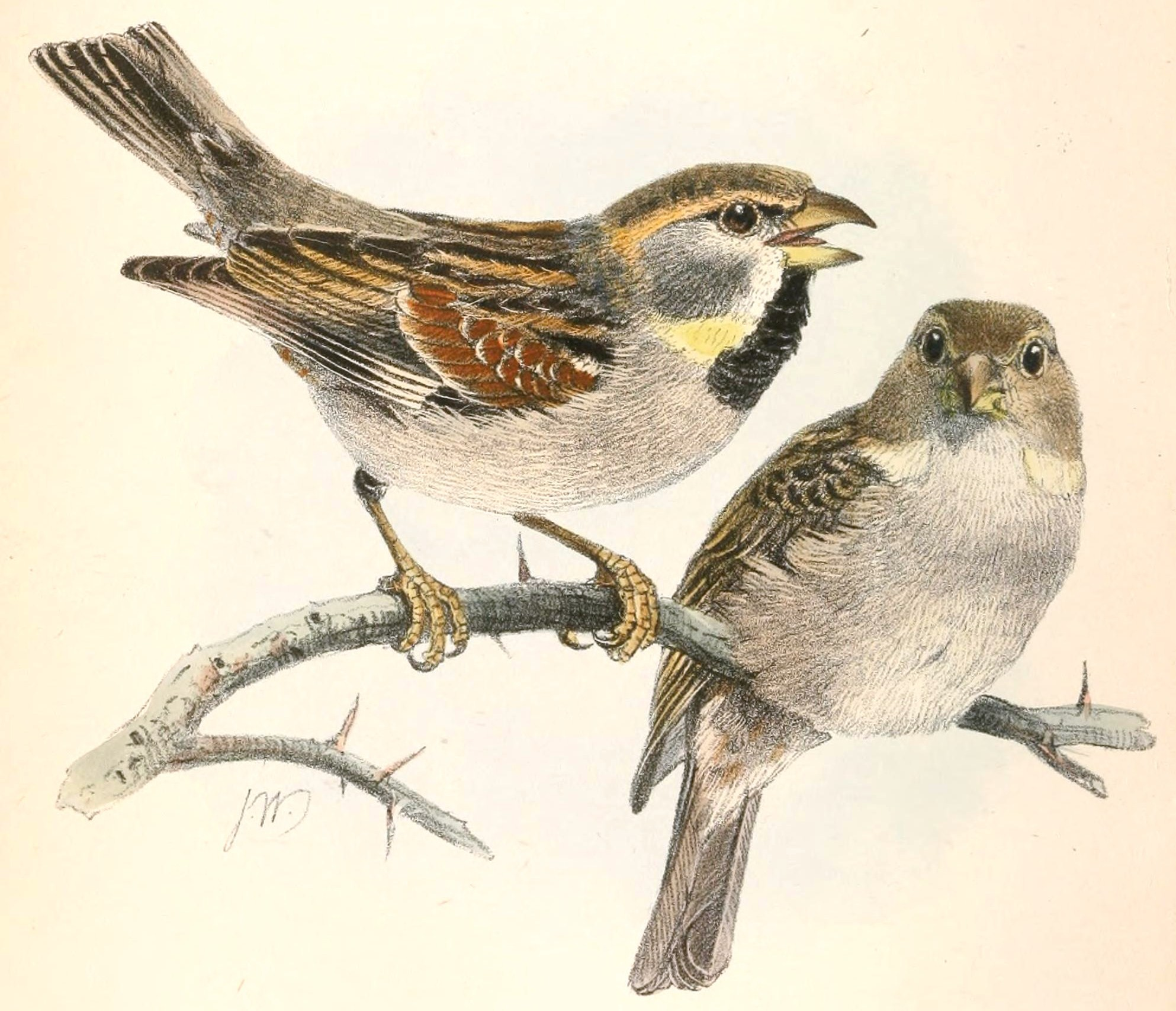
Vrabec moabský, Quarterly Journal of Ornithology, 1867

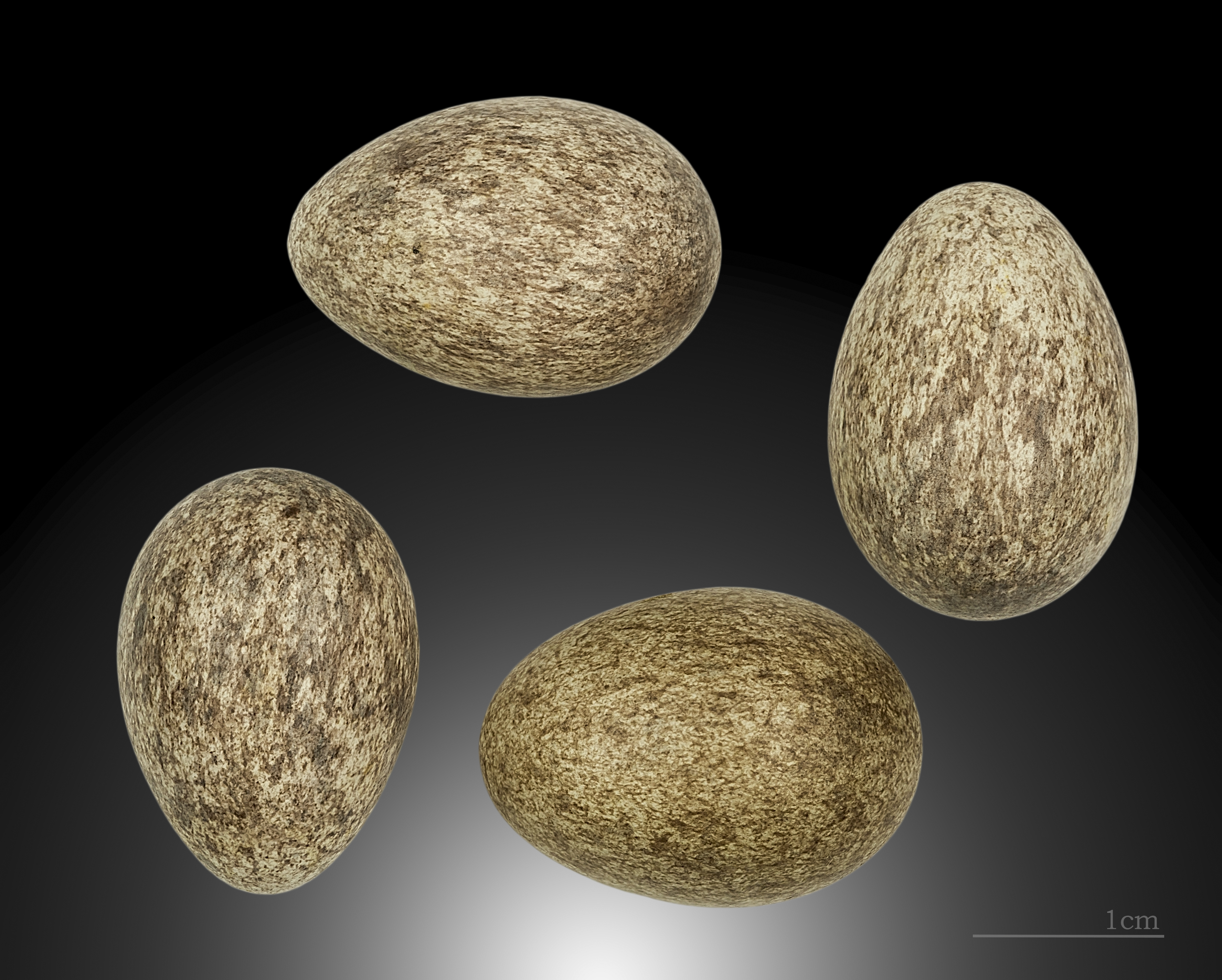
Passer italiae

Tento 12–13 cm velký vrabec hnízdí v křovinaté krajině v suchých nížinách. Ze suché trávy si staví vlastní hnízdo, do kterého snáší 4-7 vajec. Podobně jako jiné druhy vrabců se živí převážně semeny.